# Human Trials
«Pruebas humanas»  —título original en inglés: «Human Trials» es el quinto episodio de la segunda temporada de la serie de televisión estadounidense de ciencia ficción y drama Los 100. El episodio fue escrito por Charlie Craig y dirigido por Ed Fraiman. Fue estrenado el 19 de noviembre de 2014 en Estados Unidos por la cadena The CW.
Mientras Kane dirige una misión para hacer las paces con los Grounders, Jasper acepta participar en un experimento arriesgado, y la búsqueda de Clarke por Finn toma un giro violento.

## Argumento
Kane lidera una misión para hacer las paces con los terrestres. Mientras tanto Jasper acepta participar en un experimento arriesgado, Lincoln entra en un mundo de dolor y el presidente Dante Wallace emite una advertencia. Finalmente, la búsqueda de Finn por Clarke toma un giro violento.

## Elenco
- Eliza Taylor como Clarke Griffin.
- Paige Turco como Abigail Griffin.
- Thomas McDonell como Finn Collins.
- Bob Morley como Bellamy Blake.
- Marie Avgeropoulos como Octavia Blake.
- Devon Bostick como Jasper Jordan.
- Lindsey Morgan como Raven Reyes.
- Ricky Whittle como Lincoln.
- Christopher Larkin como Monty Green.
- Isaiah Washington como Theloneus Jaha.
- Henry Ian Cusick como Marcus Kane.

## Continuidad
- Primera vez desde el piloto que Clarke y Abby se reúnen.
- Bellamy, Clarke y Raven se reencuentran.

## Recepción
En Estados Unidos, Human Trials fue visto por 1.65 millones de espectadores, de acuerdo con Tv by the Numbers.

### Recepción crítica
Caroline Preece escribió para Den of Geek: "Si bien algunos se están centrando en lo que le ha pasado al dulce y noble Finn, me estoy deleitando en lo fascinante que es este espectáculo este año, incluida la historia de Finn. Esa secuencia final es uno de mis mejores momentos de televisión del año y, por imposible que parezca, no puedo esperar para ver cómo Los 100 intentará resolverlo". Quien también alabó el papel del elenco adulto del programa y de Raven.
Selina Wilken para Hypable dijo: "La transformación de Finn (aunque podría decirse que es un poco apresurada) es tan dinámica, tan desgarradora y le da un nuevo propósito a su personaje", "A +++ para el equipo de Los 100".
Carla Day calificó el episodio para TV Fanatic con una puntuación de 4.9/5 y agregó: "El episodio fue la mejor hora de la serie hasta ahora. Debo incluir el "hasta ahora" porque sé que los escritores, actores y todas las personas involucradas en el programa se superarán en el futuro".
"La reunión entre Clarke y Abby me hizo llorar y esa no fue la única. Clarke demostró que ella es la líder del grupo por la recepción que recibió. Raven se sentó afuera toda la noche esperándola. El abrazo entre los ex líderes rivales Clarke y Bellamy fue uno de los mejores de la historia. La respuesta de Octavia de que nunca pensó que vería eso suceder narraba perfectamente el momento"
"La reunión con Finn fue tan emocionalmente opuesta como pudo ser. Después de masacrar la ciudad, se sintió aliviado de "encontrar" a Clarke, pero su reacción no fue abrazarlo... Todo sobre esa escena fue devastador. La hora comenzó con felices reuniones, pero el mundo que los rodeaba rápidamente regresó a la oscuridad".